# 上村六郎
上村 六郎（うえむら ろくろう、1894年10月10日 - 1991年10月29日）は、染織文化研究者。

## 経歴
新潟県刈羽郡生まれ。号は元人（げんじん、もとんど）。京都高等工芸学校染色学卒。京都帝国大学工学部工業化学科卒、同大助手。関西学院大学理工科講師、武庫川女子大学教授、1950年大阪学芸大学教授。58年定年退官、同年「上代文学に現れた色名・色彩並に染色の研究」で京都大学理学博士。県立新潟女子短期大学教授、新潟青陵女子短期大学初代学長、四天王寺女子大学教授、日本染織学園園長を兼任。旭川市の優佳良織（ゆうからおり）工芸館内国際染織美術館館長。
日本の古代染織を研究し、宮内庁の委嘱により正倉院御物裂の調査に当たる。日本染織文化協会会長、名誉会長。著作集全6巻がある。

## 著書
- 『丹波布の研究』民芸叢書 工政会出版部 1931
- 『東方染色文化の研究 色料篇』第一書房 1933
- 『日本上代染草考』大岡山書店 1934
- 『民族と染色文化』靖文社 1943
- 『戦時の本染 野草染色』靖文社 1944
- 『野草の染色』大八洲出版 1945
- 『図説やさしい染色』みなかみや 1947
- 『上代文学に現れたる色名色彩並に染色の研究』綜芸舎 1957
- 『標準日本古代色』学而堂書店 1960
- 『西南アジア民芸の旅 その色を探る』山口書店 1962
- 『丹波布縞帳』京都書院 1964
- 『日本の色彩 日本の美と教養』河原書店 1965
- 『日本の草木染』京都書院 1966
- 『生活と染色』河原書店 1970
- 『沖縄の色彩及び染織と民俗』衣生活研究会 1971
- 『日本の染色』東出版 1974
- 『上村六郎染色著作集』全6巻 思文閣出版

1. 東方染色文化の研究.民族と染色文化 1979
2 上代文学に現れたる色名・色彩並に染色の研究.日本上代染草考 1980
3 万葉染色考.万葉染色の研究 1980
4　村々の民俗と染色 1980
5 村々の民俗と染色.学芸余談 1981
6. ハワイ・アメリカ民芸の旅.旅つれづれ.越後・佐渡民芸の旅.民芸雑話.丹波布 1981
- 『日本人の生活文化史 3 色と染』毎日新聞社 1980
- 『沖縄染色文化の研究』第一書房 南島文化叢書 1982
- 『延喜染鑑 昭和版』岩波書店 1986
- 『染色閑話』岩波書店 1988

### 共著編
- 『万葉染色考』辰巳利文共著 古今書院 1930
- 『古染紙之譜』編著 黄鐘菴 1941
- 『日本色名大鑑』山崎勝弘共著 甲鳥書林 1943
- 『カラー・アルバム』山崎勝弘共著 養徳社 1949
- 『学用色名辞典』小河その共著 甲鳥書林 1951
- 『越中産紙手鑑』吉田桂介共著 和紙研究会 1954
- 『ペルシャの染織』中島泰之助共編 芸艸堂 1962
- 『日本染織辞典』辻合喜代太郎、辻村次郎共編 東京堂出版 1978
- 『服飾と生活』共著 染織と生活社 1979

## 論文
- CiNii>上村六郎